# Lista de telenovelas exibidas na TV Brasil
Esta é uma lista de telenovelas exibidas pela TV Brasil, uma rede de televisão pública do Poder Executivo Brasileiro que pertence à Empresa Brasil de Comunicação (também conhecida pela sigla EBC), conglomerado de mídia do governo do país que transmite telenovelas. Inicialmente transmitia de segunda – sexta, mas agora é segunda – sábado com reprise na madrugada e aos domingos a emissora faz um resumo semanal.
A primeira novela exibida pelo canal foi uma novidade para todo o país, pois foi exibida a 1° novela angolana exibida no Brasil, a telenovela Windeck entre 2014/2015.

## 18h00

### Década de 2020
| # | Título        | Início             | Término                | Autoria              | Direção                       | Horário original | Ano de exibição | Cap. | Emissora Original | País   | Ref.  |
| - | ------------- | ------------------ | ---------------------- | -------------------- | ----------------------------- | ---------------- | --------------- | ---- | ----------------- | ------ | ----- |
| 1 | Os Imigrantes | 09 de maio de 2022 | 16 de dezembro de 2022 | Benedito Ruy Barbosa | Atílio Riccó Henrique Martins | 18h30            | 1981-1982       | 190  | Rede Bandeirantes | Brasil | [ 2 ] |

## 20h00

### Década de 2020
| #                                                        | Título            | Início                 | Término                 | Autoria                                   | Direção                                                                 | Horário original | Ano de exibição | Cap. | Emissora Original | País     | Ref.  |
| -------------------------------------------------------- | ----------------- | ---------------------- | ----------------------- | ----------------------------------------- | ----------------------------------------------------------------------- | ---------------- | --------------- | ---- | ----------------- | -------- | ----- |
| 1                                                        | A Escrava Isaura  | 12 de janeiro de 2022  | 25 de julho de 2022     | Tiago Santiago                            | Herval Rossano                                                          | 19h15            | 2004-2005       | 167  | Record            | Brasil   | [ 3 ] |
| 2                                                        | A Terra Prometida | 26 de julho de 2022    | 18 de fevereiro de 2023 | Renato Modesto                            | Alexandre Avancini                                                      | 20h30            | 2016-2017       | 179  | Record            | Brasil   | [ 4 ] |
| Interrupção da faixa - exibição da série Brasil Imperial |                   |                        |                         |                                           |                                                                         |                  |                 |      |                   |          |       |
| 3                                                        | Os Imigrantes     | 27 de março de 2023    | 7 de novembro de 2023   | Benedito Ruy Barbosa                      | Atílio Riccó Henrique Martins                                           | 18h30            | 1981-1982       | 190  | Rede Bandeirantes | Brasil   | [ 2 ] |
| Telenovelas Estrangeiras                                 |                   |                        |                         |                                           |                                                                         |                  |                 |      |                   |          |       |
| 4                                                        | María Magdalena   | 20 de novembro de 2023 | 01 de março de 2024     | Lina Uribe Dario Vanegas Jaqueline Vargas | Felipe Cano Rodrigo Lalinde                                             | 20h00            | 2018            | 60   | TV Azteca         | México   | [ 5 ] |
| 5                                                        | Um Milagre        | 04 de março de 2024    | 19 de outubro de 2024   | Pinar Bulut Onur Koralp                   | Yusuf Pirhasan Aytaç Çiçek Volkan Keskin Yağız Alp Akaydın Altan Dönmez | 20h00            | 2019-2021       | 64   | FOX               | Turquia  | [ 6 ] |
| 6                                                        | Sangue Oculto     | 21 de outubro de 2024  | -                       | Sandra Santos                             | Jorge Cardoso                                                           | 20h00            | 2022- 2023      | 283  | SIC               | Portugal | [ 7 ] |

## 20h30

### Década de 2010
| # | Título      | Início               | Término               | Autoria | Direção         | Horário original | Ano de exibição | Cap. | Emissora Original | País   | Ref.  |
| - | ----------- | -------------------- | --------------------- | --- | --------------- | ---------------- | --------------- | ---- | ----------------- | ------ | ----- |
| 1 | Windeck     | 5 de outubro de 2015 | 22 de abril de 2016   | Miguel Crespo Coréon Dú Isilda Hurst Joana Jorge Andreia Vicente                                                                                  | Sérgio Graciano | 20h00            | 2012-2013       | 145  | TPA               | Angola | [ 8 ] |
| 2 | Jikulumessu | 25 de maio de 2017   | 9 de novembro de 2017 | Coréon Dú Isilda Hurst Divaldo Martins Ana Sofia Andreia Vicente Erikson Pacheco Joana Jorge Luisa Sampaio Noé João Pedro Barboa Alexandre Castro | Marisa Tavares  | 21h00            | 2014-2015       | 126  | TPA               | Angola | [ 9 ] |

### Década de 2020
| # | Título             | Início             | Término               | Autoria            | Direção            | Horário original | Ano de exibição | Cap. | Emissora Original | País   | Ref.  |
| - | ------------------ | ------------------ | --------------------- | ------------------ | ------------------ | ---------------- | --------------- | ---- | ----------------- | ------ | ----- |
| 3 | Os Dez Mandamentos | 5 de abril de 2021 | 11 de janeiro de 2022 | Vivian de Oliveira | Alexandre Avancini | 20h30            | 2015-2016       | 242  | Record TV         | Brasil | [ 2 ] |

## 22h00

### Década de 2020
| # | Título     | Início                 | Término     | Autoria                 | Direção                                                                 | Horário original | Ano de exibição | Cap.        | Emissora Original | País    | Ref.   |
| - | ---------- | ---------------------- | ----------- | ----------------------- | ----------------------------------------------------------------------- | ---------------- | --------------- | ----------- | ----------------- | ------- | ------ |
| 1 | Um Milagre | 25 de novembro de 2024 | Em Exibição | Pinar Bulut Onur Koralp | Yusuf Pirhasan Aytaç Çiçek Volkan Keskin Yağız Alp Akaydın Altan Dönmez | 20h00            | 2019-2021       | Em exibição | FOX               | Turquia | [ 10 ] |

## 23h00

### Década de 2010
| # | Título  | Início                 | Término             | Autoria                                                          | Direção         | Horário original | Ano de exibição | Cap. | Emissora Original | País   | Ref.  |
| - | ------- | ---------------------- | ------------------- | ---------------------------------------------------------------- | --------------- | ---------------- | --------------- | ---- | ----------------- | ------ | ----- |
| 1 | Windeck | 10 de novembro de 2014 | 28 de abril de 2015 | Miguel Crespo Coréon Dú Isilda Hurst Joana Jorge Andreia Vicente | Sérgio Graciano | 20h00            | 2012-2013       | 120  | TPA               | Angola | [ 1 ] |